# Petrovce (okres Vranov nad Topľou)
Petrovce jsou obec na Slovensku v okrese Vranov nad Topľou v Prešovském kraji na úpatí Slanských vrchů 17 km od města Prešov. V obci žije 450 obyvatel.

## Geografie
Podhorská obec leží na severovýchodním okraji Podslanské pahorkatiny na severním úpatí Slánských vrchů v údolí horského potoka, který se vlévá do řeky Topľa. Severovýchodní část obce zasahuje do Hanušovské pahorkatiny. Území obce je mírně členité s nadmořskou výškou v rozmezí 290 až 962 m n. m., střed obce je ve výšce 325 m n. m. Nejvyššími vrcholy na území obce je Hrb (584 m n. m.) ve Slánských vrších a Herlica v Hanušovské pahorkatině a na jihozápadní hranicí s územím obce Zlatá Baňa je Lysá hora (956 m n. m.). Na východním úpatí Herlice je kamenolom, ve kterém se těžil andezit. Severní část obce je odlesněná, v horských a kopcovitých částech je lesní porost zastoupen převážně duby a buky.
Z rozlohy 1370 ha tvoří 629 ha zemědělská půda a 669 ha lesní půda, z toho obec vlastní 74 ha lesní půdy, intravilán obce zaujímá 72 ha.
Na území obce jsou:
- národní přírodní rezervace Oblík s pralesním porostem doplněným o jilmy, lípy, javory a třešeň ptačí,
- přírodní rezervace s názvem „Pralesy Slovenska - Čierna hora“.[4]

## Historie
První písemná zmínka o obci je z roku 1412 kde je uváděná jako Peterwagasa. Pozdější názvy jsou Petrowcze z roku 1773 nebo Petrowce z roku 1786, maďarsky Pétervágás, od roku 1920 Petrovce. Obec byla založena na zákupním právu ve 14. století s rychtářem Peterem. V roce 1427 ves platila daň z 28 port a patřila Sósovcům ze Solivaru. V roce 1787 žilo 219 obyvatel v 30 domech v roce 1828 v 39 domech žilo 309 obyvatel v roce 1900 žilo v obci 284 obyvatel. Tentýž počet obyvatel byl i v roce 1920. Hlavní obživou bylo zemědělství, chov dobytka a dřevorubectví. V domech se tkalo a bělilo plátno. V roce 1930 bylo v obci 330 obyvatel v 30 domech. V meziválečném období byly postaveny první zděné domy. V období druhé světové války na území obce působila partyzánská skupina Čapajev. Při bojích byla 9. září 1944 německými vojsky obec částečně vypálená. osvobozená byla 19. ledna 1945. V listopadu 1946 obcí procházela ukrajinská povstalecká armáda vedená Stepanem Banderem.